# El final de la etapa apostólica
Hacia el año 62, el sumo sacerdote del judaísmo, Ananías, hizo apedrear al apóstol Santiago (llamado hermano de Jesús), que regía la iglesia de Jerusalén. Uno de sus hermanos, Simón, fue llamado a sucederle, pero la situación política y el nacionalismo judío llevaron pronto a Simón a la muerte, ante esta situación el consejo de ancianos (presbíteros) u obispos de la iglesia de Jerusalén trasladaron la iglesia a la ciudad de Pela, pero la situación política de Palestina se agravaba y los conflictos internos del hebraísmo eran cada día mayores. En el año 70 los romanos atacaron a Jerusalén y destruyeron el templo. Prontamente en manos de los romanos los grupos judíos de los saduceos, zelotes y esenios serían exterminados; de todos solo el de los fariseos sobrevivió. Esa fue la razón de la división del judaísmo y el cristianismo. De los apóstoles vivía tan solo Juan el evangelista, que se había trasladado a Éfeso, iglesia madre de muchas de Asia Menor y Gracia, donde se manifestaban brotes gnósticos. Durante los obispados de Lino y Anacleto en la iglesia de Roma, Roma fue ganando importancia en el cristianismo, por ser la capital del imperio y por ser el lugar de muerte de los apóstoles Pedro y Pablo. Para el obispado de Clemente, Roma se convirtió en la sede del cristianismo.
Con el emperador Vespasiano, el cristianismo siguió extendiéndose, hasta que, en el año 90, Domiciano inició una nueva persecución. Juan fue llevado primero a Roma y desterrado luego a la isla de Patmos, donde escribió el "Apocalipsis" y algunas de sus cartas. Bajo el imperio de Nerva, de quien dice su biógrafo Xifilino que "no permitió que se acusase a nadie por haber observado las ceremonias de la religión judaica o haber descuidado el culto de los dioses, pudo regresar Juan a Éfeso, y pocos años después falleció, a edad muy avanzada. Con su muerte concluye la etapa apostólica. 
Algunas características de esta etapa: 
- El cristianismo se ha independizado del judaísmo plenamente.
- Se organizaron las primeras comunidades dirigidas por obispos y presbíteros.
- El carácter mesiánico y divino de Jesús se reafirma en San Pablo, así como el concepto de su acción redentora.
- La iglesia (por ecclesia se entiende, al principio, el conjunto de los cristianos) se define como cuerpo místico cuya cabeza es Cristo.
- Roma se convierte en la sede del Cristianismo.
- En el año 107 una carta de Ignacio de Antioquía menciona por primera vez a la iglesia como: Iglesia católica.
- En los textos de la época se alude ya a los siete ritos o sacramentos del Bautismo, Eucaristía, Orden, Confirmación, penitencia, Matrimonio y Unción de los enfermos.
- Uno de los dogmas esenciales de la nueva fe, el de la Santísima Trinidad, se precisa.

Al concluir el siglo I, el cristianismo se ha extendido por la cuenca del Mediterráneo, cuenta con los libros religiosos básicos y las distintas comunidades urbanas se sienten unidas. Surge entonces el gnosticismo. Algunos autores han considerado fundador a Simón el Mago (a quien se refieren los Hechos de los Apóstoles. Doctrina filosófico-religiosa de los primeros siglos de la Iglesia, mezcla de la cristiana con creencias orientales y judaicas, que pretendía tener un conocimiento intuitivo y misterioso de las cosas divinas. Doctrina sincretista en su fondo, el gnosticismo advertía la oposición existente entre el mundo material (malo) y el espiritual (bueno). La materia era obra de un demiurgo (dios inferior o de los ángeles, y esto les llevó a considerar que el cuerpo de Jesucristo no podía ser materia (pues no podía ser malo). La salvación para el gnóstico dependía del conocimiento personal, era fruto de su ciencia. 
En el siglo II, ciertas ideas gnósticas, la trascendencia de las cuales queda implícita tras su simple enunciación, influyeron en varios sectores cristianos y tendieron a la racionalización de la fe. Apuntaba el peligro de las primeras creencias consideradas herejía, del mismo modo que habían empezado las persecuciones.